# Gaylord Nelson
Gaylord Anton Nelson (1916 – 2005) byl americký politik, člen Demokratické strany, guvernér státu Wisconsin a dlouholetý člen Senátu USA, horní komory Kongresu Spojených států amerických. Proslul svými aktivitami v oblasti ochrany životního prostředí, zejména jako hlavní iniciátor, zakladatel a podporovatel každoročního pořádání Dne Země.

## Stručný životopis
Gaylord Nelson se narodil 4. června 1916 v obci Clear Lake v okrese Polk na západě amerického státu Wisconsin. V roce 1939 absolvoval studium politických věd na Státní univerzitě v San Jose v Kalifornii (San Jose State University). V roce 1942 mu byl udělen titul doktora práv na University of Wisconsin Law School ve wisconsinské metropoli Madisonu. Gaylord Nelson se následně jako příslušník Armády Spojených států v hodnosti poručíka zúčastnil bojů druhé světové války, mimo jiné bitvy o Okinawu.

### Senátor a guvernér státu Wisconsin
Po čtyřletém působení v armádě se vrátil do civilního života jako právník. Zároveň se začal angažovat v politice – zpočátku za Republikánskou stranu, záhy však přešel k demokratům. V roce 1948 byl Gaylord Nelson zvolen do Senátu státu Wisconsin. Po 10 letech, v roce 1958, zvítězil ve volbách a stal se tak teprve v pořadí druhým guvernérem státu Wisconsin za Demokratickou stranu ve 20. století. Tuto funkci vykonával jedno volební období do začátku roku 1963.

### Člen Senátu Spojených států
V roce 1962 se stal Gaylord Nelson členem Senátu Spojených států amerických. Jako demokratický senátor zde působil po tři šestiletá volební období až do roku 1981. Výrazně se angažoval zejména v oblasti ochrany životního prostředí. Během svého druhého volebního období prosadil myšlenku každoročního pořádání Dne Země, kdy si lidé na celém světě připomínají důležitost podpory udržitelného života a ochrany přírody. Poprvé se Den Země uskutečnil 22. dubna 1970 a později v témže roce Nelson předložil návrh, aby se vždy třetí týden v dubnu konal Týden Země. Tento návrh podpořila polovina Nelsonových kolegů – senátorů. Od té doby se jméno Gaylorda Nelsona stalo synonymem Dne Země i dalších aktivit, zaměřených na ochranu přírody a životního prostředí. Této skutečnosti bylo využito i během volební kampaně do senátu v roce 1974, v níž Gaylord Nelson usiloval o své znovuzvolení pod heslem Nelson - "...naturally".

## Odchod z vysoké politiky a ocenění
V roce 1980 se Gaylordu Nelsonovi již nepodařilo počtvrté zvítězit v senátních volbách. V lednu roku 1981 se stal aktivním členem americké The Wilderness Society (volně přeloženo Společnost na ochranu divočiny). Tato nezisková organizace, založená v roce 1935, se zaměřuje na zachování a ochranu původní přírody a krajiny ve Spojených státech a mj. stála za podporou přijetí federálního zákona Wilderness Act v roce 1964, kterým byl ustanoven systém nejvyšší ochrany rezervací divočiny v USA – National Wilderness Preservation System. Za celoživotní úsilí o ochranu životního prostředí udělil dne 29. září 1995 prezident Bill Clinton Gaylordu Nelsonovi Prezidentskou medaili svobody.

## Památka Gaylorda Nelsona
Gaylord Nelson zemřel 3. července 2005 a jeho popel byl pohřben na rodinném pozemku v Clear Lake.

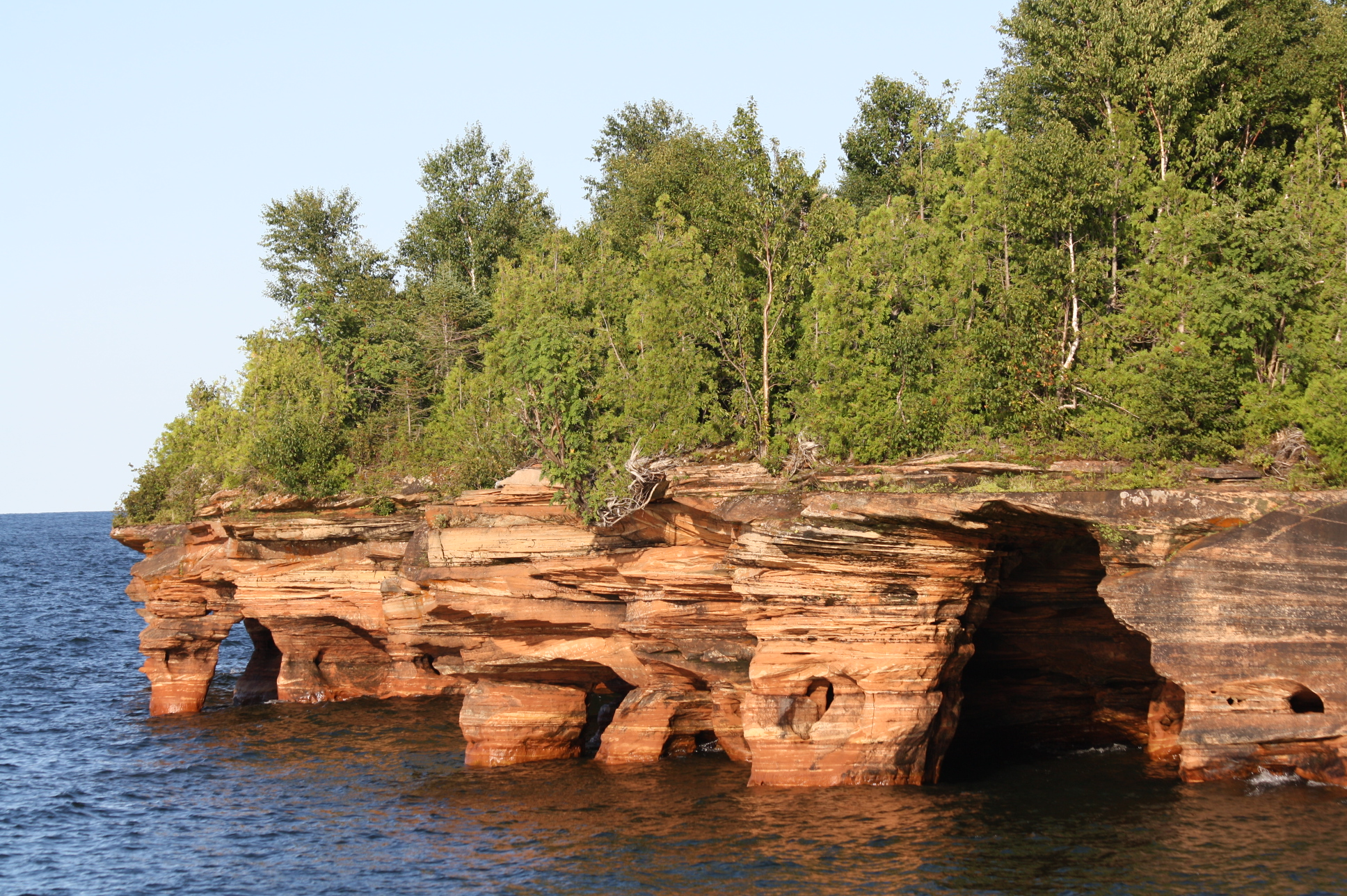
Jeskyně a lesy na pobřeží ostrova Devils Island (Apoštolské ostrovy)

Jménem senátora a někdejšího wisconsinského guvernéra byl nazván Nelson institute for Environmental Studies při Wisconsinské univerzitě (University of Wisconsin) v Madisonu. 
Na počest Gaylorda Nelsona byla pojmenována divočina Gaylord Nelson Wilderness, která byla vyhlášena v roce 2004. Tato divočina o rozloze 142 km2 tvoří nejpřísněji chráněnou část národního parku Apostle Islands National Lakeshore, zahrnující Apoštolské ostrovy a pobřeží poloostrova Bayfield v Hořejším jezeře na severu státu Wisconsin.
Jméno Gaylora Nelsona nese též Governor Nelson State Park.Toto chráněné území o rozloze 171 ha se nachází na březích jezera Mendota ve Waunakee ve wisconsinském okrese Dane. Na památku slavného rodáka a propagátora ochrany přírody byla základní škola v Clear Lake (obec s cca 1000 obyvateli) nazvána Gaylord A. Nelson Educational Center.